# Emma Gaptjenko
Emma Gaptjenko, född 24 februari 1938 i Stupino i Moskva oblast, död 6 december 2021, var en sovjetisk idrottare som tog individuellt OS-brons i bågskytte vid olympiska sommarspelen 1972.